# Liste des ambassadeurs de Finlande à Chypre
L’ambassadeur de Finlande à Chypre est le représentant légal le plus important de Finlande auprès du gouvernement chypriote.

## Ambassadeurs successifs

### Ambassadeurs non résidents
| Début | Fin  | Ambassadeur          | Résidence | Titre                                      |
| ----- | ---- | -------------------- | --------- | ------------------------------------------ |
| 1961  | 1968 | Oskar Vahervuori     | Rome      | 1961-1964 : envoyé 1964-1968 : ambassadeur |
| 1968  | 1969 | Leo Tuominen         | Rome      | Ambassadeur                                |
| 1970  | 1975 | Jorma Vanamo         | Rome      | Ambassadeur                                |
| 1975  | 1981 | Matti Kahiluoto      | Tel Aviv  | Ambassadeur                                |
| 1981  | 1982 | Paaso Helminen       | Tel Aviv  | Ambassadeur                                |
| 1982  | 1984 | Erkki Mäentakanen    | Tel Aviv  | Ambassadeur                                |
| 1984  | 1985 | Taneli Kekkonen      | Tel Aviv  | Ambassadeur                                |
| 1985  | 1989 | Osmo Väinölä         | Tel Aviv  | Ambassadeur                                |
| 1989  | 1993 | Pekka J. Korvenheimo | Tel Aviv  | Ambassadeur                                |
| 1993  | 1997 | Arto Tanner          | Tel Aviv  | Ambassadeur                                |
| 1997  | 2003 | Pasi Patokallio      | Tel Aviv  | Ambassadeur                                |
| 2003  | 2004 | Kari Veijalainen     | Tel Aviv  | Ambassadeur                                |

### Ambassadeurs résidents
| Début | Fin      | Ambassadeur     | Observations |
| ----- | -------- | --------------- | ------------ |
| 2004  | 2008     | Risto Piipponen | -            |
| 2008  | 2012     | Riitta Resch    | -            |
| 2012  | 2016     | Anu Saarela     | -            |
| 2016  | en cours | Timo Heino      | -            |

## Sources